# Libertador Bolívar
Die Libertador Bolívar TM-01 („Befreier Bolívar“) ist ein ehemaliges Schulschiff der Streitkräfte Boliviens.

## Schiff
Das Schiff wurde unter der Baunummer 753 als Frachtschiff von Fairfield Shipbuilding & Engineering in Schottland gebaut. Es lief 1951 unter dem Namen Ciudad de Barquisimeto vom Stapel und diente der Flota de la CAVN (Handelsflotte von Venezuela). 1977 wurde das Schiff als eine Geste der Regierung von Venezuela unter Präsident Carlos Andrés Pérez an den Staat Bolivien übertragen. Ein paar Monate später, am 23. März 1978, ging das Schiff in die Verwaltung der Marine von Bolivien über und wurde in Libertador Bolívar umbenannt. Seit 1990 wird das Schiff im Registro Naval Militar Boliviano mit der Bezeichnung TM-01 geführt.

## Einsatz
Da Bolivien über keine eigene Küste verfügt, traf der bolivianische Präsident Hugo Banzer Suárez 1978 ein Abkommen mit der argentinischen Regierung über einen Liegeplatz im argentinischen Marinestützpunkt Puerto de Rosario. Der Marinestützpunkt liegt im Südosten der Stadt Rosario am Río Paraná.
Die TM-01 diente der Marine des Binnenstaates Bolivien zur seemännischen Ausbildung seiner Angehörigen. Es sollte gewährleisten, dass die Bolivianische Marine über ausgebildete Mitglieder verfügt, falls das Land über einen Korridor wieder Zugang zum Meer erhalten sollte und die Marine wieder von einem bolivianischen Hafen an der Pazifikküste operieren kann. Ende der 1980er Jahre wurde das Schiff als Schulschiff außer Dienst gestellt.